# 米特納赫奧厄河

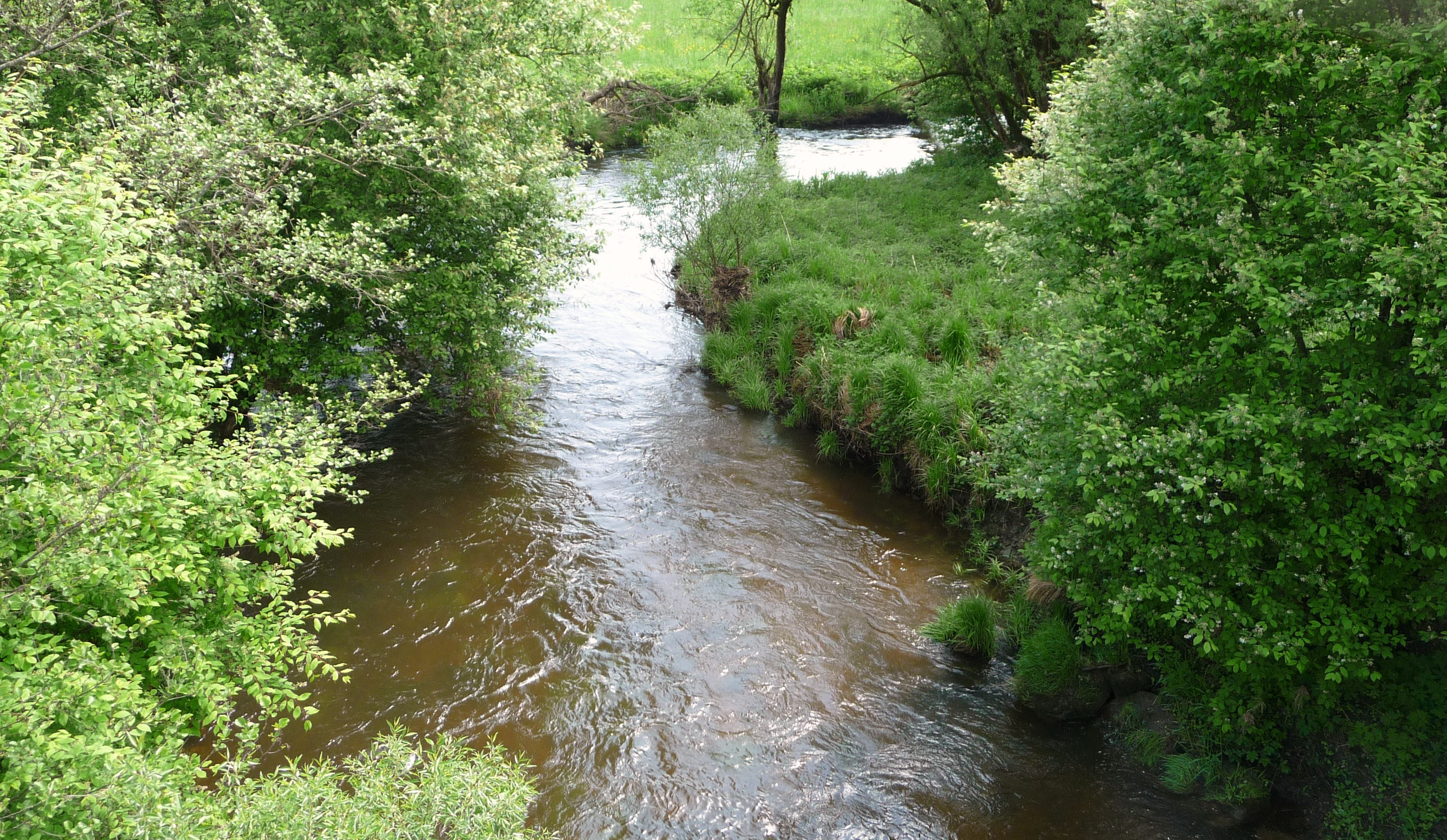
米特納赫奧厄河

48°49′32″N 13°21′37″E / 48.82556°N 13.36028°E
米特納赫奧厄河（德語：Mitternacher Ohe），是德國的河流，位於該國東南部，由巴伐利亞負責管轄，屬於大奧厄河的右支流，流經弗賴翁-格拉弗瑙縣和雷根縣，河道全長23.6公里。